# Eremiaphila audouini
Eremiaphila audouini är en bönsyrseart som beskrevs av Lefebvre 1835. Eremiaphila audouini ingår i släktet Eremiaphila och familjen Eremiaphilidae. Inga underarter finns listade i Catalogue of Life.